# Polonia w Urugwaju
Polonia w Urugwaju – Polacy oraz Urugwajczycy pochodzenia polskiego mieszkający w Urugwaju.
Szacuje się, że obecnie w Urugwaju mieszka 10–15 tysięcy Polaków (według niektórych źródeł populacja szacowana jest na jedyne 2 tysiące osób). Dane pochodzą z urzędowego spisu ludności Urugwaju z 2011 roku, który wykazał, że 495 osób zadeklarowało Polskę jako kraj swojego urodzenia. 

## Historia

### Okres po powstaniu styczniowym
Pierwsi Polacy przybyli do Urugwaju w XIX wieku. Byli to uchodźcy polityczni, którzy uciekli z Polski po powstaniu styczniowym. Wśród nich wyemigrowali m.in. Jan Łukasiewicz – architekt, dr Artur Rymarkiewicz, dr Julian Jurkowski (pierwszy profesor anatomii i dziekan wydziału medycyny w Montevideo), Erazm Bogoria-Skotnicki – profesor geografii i główny inspektor szkół publicznych w Urugwaju.

### Dwudziestolecie międzywojenne
W okresie międzywojennym, do Urugwaju przybyło ok. 8 tysięcy Polaków.
W 1932 powstał Dom Polski, przy którym utworzono bibliotekę oraz szkołę, w której dzieci mogły pobierać lekcje języka polskiego i historii.
Pod koniec lat 30. w Urugwaju zaczęło ukazywać się polonijne czasopismo – „Obrona”.

### II wojna światowa
Polonia mieszkająca w Urugwaju organizowała liczne akcje propagandowe na rzecz Polski, a także wspierała finansowo walczących Polaków.
W trakcie II wojny światowej z Urugwaju wyruszyło 100 polskich wolontariuszy, którzy mieli później walczyć pod dowództwem gen. Władysława Sikorskiego.

### Okres powojenny
Po wojnie Polonia w Urugwaju zaczęła się powiększać, w związku z nastaniem w Polsce komunizmu nastąpiła kolejna fala emigracji. Polacy żyjący w Urugwaju zaczęli tworzyć wyizolowaną grupę społeczną, kultywującą polskie tradycje, skupioną wokół polskiej parafii i Towarzystwa im. Józefa Piłsudskiego.

## Polacy związani z Urugwajem
- Jan Kobylański
- Jan Łukasiewicz

### Urugwajczycy polskiego pochodzenia
- Eduardo Dluzniewski
- Juan Carlos Masnik
- Ladislao Mazurkiewicz
- Lucía Topolansky

## Organizacje polonijne w Urugwaju
W Urugwaju od 1923 działa kilka organizacji polonijnych:
- Towarzystwo im. Józefa Piłsudskiego
- Polskie Towarzystwo Kulturalne im. Adama Mickiewicza
- Zjednoczenie Towarzystw Polskich w Urugwaju

## Wiara wśród Polonii w Urugwaju
Pierwszy polski kościół w Urugwaju powstał w 1932 roku z inicjatywy ojca Augustyna Zaraza i ojca Józefa Chudzińskiego, którzy byli pallotynami. Wraz z powstaniem kościoła, założono Stowarzyszenie Polsko-Katolickie, którego celem było kultywowanie polskich tradycji oraz polskiej kultury.